# 천국보다 낯선 (드라마)
《천국보다 낯선》은 2006년 7월 31일부터 2006년 9월 19일까지 방송했던 SBS 월화 드라마였는데 진부한 내용과 상투적인 캐릭터, 대부분 배우들의 연기력 부족으로 인해 한자릿수 시청률로 기대 이하의 성적에 그쳤다.

## 프로그램 소개
캐나다 입양아 출신 변호사 윤재가 우연한 기회에 일탈을 꿈꾸는 국내 톱 가수 희란을 만나게 되고 그 톱 가수의 매니저 산호와도 형제 관계로 얽히게 되면서 벌어지는 형제애와 사랑 사이에서 갈등하는 세 남녀의 엇갈린 운명을 그린 드라마

## 등장 인물

### 주요 인물
- 이성재 : 노윤재 역 - 변호사, 캐나다로 입양
- 김민정 : 유희란 역 - 탑가수
- 엄태웅 : 강산호 역 - 희란의 매니저

### 그 외 인물
- 김빈우 : 기은수 역
- 손병호 : 남일웅 역 - 희란 소속사 사장
- 김해숙 : 김복자 역 - 산호의 어머니, 치매
- 박용수 : 유봉찬 역
- 백찬기 : 노진호 역 - 신부
- 박영서 : 산호 똘마니 역
- 오미연 : 윤재의 생모 역
- 조혜영 : 박희정 역 - 변호사
- 이은 : 희란의 코디네이터 역
- 송이우 : 제인 역 - 윤재의 여자친구
- 남정희 : 가족 찾기 위해 윤재가 만난 할머니 역
- 이선우

## OST
| #            | 제목                                              | 작사·작곡    | 편곡                           | 재생 시간 |
| ------------ | ------------------------------------------------- | ------------ | ------------------------------ | --------- |
| 1.           | 〈'사랑의 첫 단계'에 의한 소품〉                  |              | 김장호                         | 3:30      |
| 2.           | 〈Still Here〉 (Wintergreen)                      | 함경민       | 함경민                         | 2:25      |
| 3.           | 〈그댈 위한 사랑〉 (이정)                         |              | 김우진, 김대홍                 | 4:03      |
| 4.           | 〈Moaning Silence〉                               |              |                                | 4:04      |
| 5.           | 〈Stranger than Heaven〉 (N.EX.T)                 |              | 신해철                         | 4:49      |
| 6.           | 〈가슴 시린 사랑〉 (김민주)                       | 김우진       |                                | 3:38      |
| 7.           | 〈Sometimes Heaven Ver.〉 (Wintergreen)           | 함경민       | 함경민, 강희찬, 정현혜, 이미영 | 4:48      |
| 8.           | 〈정인〉 (情人)                                   |              | 김대홍                         | 3:05      |
| 9.           | 〈해질 무렵〉 (옥수사진관)                        | 노경보       |                                | 4:10      |
| 10.          | 〈나비의 꿈〉 (김민주)                            | 김창환       | 김우진                         | 3:25      |
| 11.          | 〈사랑보다 아름다운〉 (2 Cell)                    |              | 김세황, 김동혁                 | 4:16      |
| 12.          | 〈Nocturne for Rosa Multiflora〉                  |              | 김장호                         | 2:37      |
| 13.          | 〈기억 저편, 스쳐버린 Heaven Ver.〉 (Wintergreen) | 강희찬       | 강희찬, 함경민, 정현혜, 이미영 | 6:13      |
| 총 재생 시간 | 총 재생 시간                                      | 총 재생 시간 | 총 재생 시간                   | 51:03     |